# Nansenia atlantica
Nansenia atlantica is een straalvinnige vissensoort uit de familie van kleinbekken (Microstomatidae). De wetenschappelijke naam van de soort is voor het eerst geldig gepubliceerd in 1962 door Blache & Rossignol.